# スパ西浦モーターパーク
スパ西浦モーターパーク（スパにしうらモーターパーク）は、愛知県蒲郡市西浦町原山3番地・西浦温泉にあるサーキット。運営は伊藤レーシングサービス。公式略称はSNMP(Spa Nishiura Motor Park)である。

## 概要
2007年6月9日オープン。採石場の跡地に建設された。三河湾から突出した西浦半島（三河湾国定公園内）に位置し、サーキットのすぐそばに海が広がる、全国でも珍しいシーサイドサーキットである。
日本自動車連盟（JAF）・日本モーターサイクルスポーツ協会（MFJ）の公認サーキットであり、四輪・二輪・カートで走行可能である。四輪タイムアタックイベントの「Nishiura Championship」や250ccの二輪車で争われるレースの「Nishiura GP」などがサーキット主催で開催されているほか、2024年からは全日本ラリー選手権のRALLY 三河湾ラウンドのコースの一部としても利用されている。
施設内にはシャワー室やバリアフリートイレ、専有走行時のみ使用可能な応接室なども備える。

## コース
正回り・逆回り両方で使用可能である。
全長は1.561kmで、同じ愛知県内に存在するオートランド作手や美浜サーキット、モーターランド三河、幸田サーキットYRP桐山等と比べると長い。ホームストレート長は416m。
コーナー数は11である。国内のサーキットでは珍しく、1コーナーが左コーナーとなる設定になっている。高低差は比較的少ないが、微妙にRの異なるコーナーが連続するテクニカルなコースである。また、3コーナーの先に立体交差が存在する。
ホームストレート、ストレートエンドから立体交差へ続く第1～第3コーナーは、左にバンクした高速の区間であり、これにS字コーナー～ヘアピン～最終コーナーが続く。

## コースレコード
2008年2月16日から通常のフリー走行枠でのタイムが計測されており、車種別ラップタイムがSNMPのホームページ内で掲載されている。

## 利用方法・ライセンス
二輪・四輪・カート・ミニバイクのフリー走行枠が設定されており、1時間毎に交替での利用となる。また、個人や団体が貸切り、走行会や練習会、大会などを開催することも可能である。
サーキットが実施するライセンス講習を受講すると、フレッシュマンライセンスを取得できる。フレッシュマンライセンスを取得の上で、フリー走行（正回り枠）を50分間以上（既に国内Bライセンス保持者は25分間以上）走行することによりJAF国内Aライセンスを、3時間以上走行することでMFJライセンスを取得できる。
国定公園内に属する為、愛知県や環境省との騒音取り決めで、走行車輌の騒音規制が厳しく設定されており、2025年現在は95dBとなっている。

## 所在地
- 愛知県蒲郡市西浦町原山3番地（西浦シーサイドロード沿い）

## アクセス
- 鉄道
  - 名鉄蒲郡線 西浦駅下車、徒歩20分またはタクシー

- 自動車
  - 東名高速道路 音羽蒲郡I.C.より19.5km
  - 国道23号（岡崎バイパス） 幸田I.C.より22.5km